# Quejo
Quejo est un hameau ou lieu-dit appartenant à la municipalité de Valdegovía dans la province d'Alava, situé dans la Communauté autonome basque en Espagne.